# Al Dual
Alfonso José Martínez Martínez, más conocido por su nombre artístico Al Dual, es un compositor, arreglista y guitarrista español de género Rockabilly. Aprendió a tocar la guitarra de manera autodidacta, estudiando rock and roll primigenio. En 2002 viajó a Estados Unidos para aprender e investigar las raíces de este género, aprendiendo con músicos de Nashville, capital del estado de Tennessee, la cuna del rockabilly.
Durante años ha recorrido Europa, México y Estados Unidos, tocando en los locales más importantes de música en vivo, como Kensington Club, The Tower, Spike's, Till Two Club, Y en el festival más prestigioso del mundo, Viva Las Vegas, entre otros, además ha sido el guitarra principal en varias bandas europeas del género rockabilly.

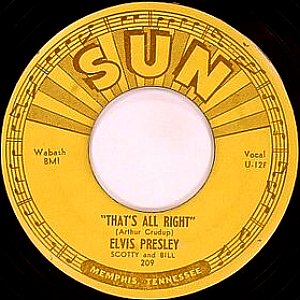
Disco con el clásico emblema de Sun Records, con el tema That's All Right, un clásico del género rockabilly, incluido en la lista 500 mejores canciones de todos los tiempos, e interpretado por Elvis Presley y su guitarrista principal, Scotty Moore junto a su bajista, Bill Black, en 1954.

Es uno de los guitarristas oficiales de la marca de guitarras eléctricas Gretsch, y ha sido el primer músico europeo que ha ganado el premio Ameripolitan Music Awards, compitiendo contra el londinense Levi Dexter y el canadiense Bloodshot Bill. Tocó en la gala de los premios en Memphis con su banda, y grabaron su nuevo disco, «The Sun Session» en Sun Studio, los estudios donde grabaron sus trabajos artistas como Elvis y Johnny Cash.
En 2018 fue reconocido como  “mejor solista rockabilly del mundo”, lo que le sirvió para ser incluido en el prestigioso Salón de la Fama del Rockabilly, museo dedicado a la historia del rock and roll primigenio que tiene como primer premiado a Gene Vincent.

## Discografía
- The Early Tapes & Instrumental Rare Rocking (2015).[12]
- Blue’s Back in Town (2017).[2]

- The Sun Session (2018)
- Reel to Reel (2022)